# パワプロクンポケット2
『パワプロクンポケット2』は、2000年3月30日に日本のコナミから発売されたゲームボーイカラー用スポーツゲーム。ゲームボーイにも対応しており両対応ソフトとなっている。
同社による『パワプロクンポケットシリーズ』の第2作目。『パワプロクンポケット』（1999年）の続編であり、弱小プロ球団「ドリルモグラーズ」に入団し、チームを優勝に導く事を目的としている。通信により選手を交換して育成する事が可能となっている。キャッチコピーは「こんどはプロ野球編だ～!」。
開発はコナミコンピュータエンタテインメント大阪のダイヤモンドヘッドチームが行い、前作に引き続きプロデューサーは赤田勲、ディレクターは藤岡謙治が担当している。また、音楽は前作に引き続き砂子純子が担当している他、新たにファミリーコンピュータ用ソフト『スーパー魂斗羅』（1990年）を手掛けた坂倉雄一や『BEMANIシリーズ』を手掛けた佐藤直之が参加している。
後に続編となるゲームボーイアドバンス用ソフト『パワプロクンポケット3』（2001年）が発売された。また、リメイク版として第1作目と共に収録されたゲームボーイアドバンス用ソフト『パワプロクンポケット1・2』（2004年）が発売された。さらに2021年11月25日にNintendo Switchで『パワプロクンポケット1・2』のリメイク版である『パワプロクンポケットR』（2021年）が発売された。

## ゲーム内容

### システム
前作の物語はNINTENDO 64用ソフト『実況パワフルプロ野球5』（1998年）に対戦校として登場した極亜久高校に焦点を当てたものであったが、今作ではパワポケオリジナルのプロ球団「ドリルモグラーズ」が舞台となっている。それにより、『パワポケシリーズ』は『パワプロシリーズ』から独立したシリーズとなった。今作より裏サクセスモードが搭載されたほか、ゲーム中に登場するミニゲームを1度クリアすれば「おまけ」で遊べるようになっている。
野球部分は走塁操作の追加や前作でのHRが出やすいバランスが改善されたほか、サクセスで作成した選手と実際のプロ野球12球団を使用できるようになった。ただし、前作に搭載されていた通信対戦が搭載されていない唯一の本編作品でもある（外伝作品を含めると、パワポケ甲子園も通信対戦が搭載されていない）。
今作をもって、GBおよびGBCでのパワポケシリーズは終了した。
モード
- サクセス

プレイヤーの手によってオリジナルの選手を作るモード。詳しくは下記を参照。
- サクセス戦争編

選手登録5人以上で出現するおまけサクセス。詳しくは下記を参照。
- おまけ

最初は選べない。いずれかのミニゲームを1つ以上出現すると選べるようになる。
サクセス中の4つのミニゲームと戦争編がプレイできる。
- データ

サクセスモードで作った選手の能力を確認したりその選手のパスワードを確認することができる。パスワードをNINTENDO 64用ソフト『実況パワフルプロ野球2000』（パワプロ2000）や、パワポケシリーズの続編で入力することにより、選手を登録することができる。また、64GBパックを使ってパワプロ2000に選手のデータを転送することができる。一部の特殊能力はパワプロ2000もしくは続編に登録しないと発動しない。
通信ケーブルを使って選手を「転生」させることができ、これまで彼女にした人数と彼女の好感度と神様ポイントとアイテムは引き継がれて有利な状態でプレイできるが、今まで上がった能力は初期能力に戻り、サクセスモードを一からやり直さないといけない。その代わり、転生回数が多いほど初期能力が通常より高い状態でプレイできるようになる。当然、ゲームオーバーになると転生した選手のデータが消えてしまう。転生しないと見られないエンディングと効果が発揮されないアイテムが存在する。

### 収録ミニゲーム
- くるまでブー

自動車を操作して、制限時間以内にゴールを目指すレースゲーム。HPが0になって車が破壊されるかタイムオーバーで失敗。HPが低いと速度が下がるが、HPが1の時には逆に速度が上がる。レベルが上がると敵車が幅寄せしたり、ローラーが登場したりする。同社のレースゲーム『ロードファイター』に酷似している。
- 殺人クワガタ

4～5匹配置されている殺人クワガタを叩いて部屋から逃がさないようにするゲーム。殺人クワガタに噛まれるか部屋から逃げられたら失敗。レベルが上がると壁の耐久度が下がり、逃げられやすくなる。
- コンコンノック

水木の打った打球を8方向+真ん中の9箇所を十字キーで指定し捕球するゲーム。レベルが上がるとボールの飛ぶ方向や連打の数が増える。
- 貧乏ヒマなし

ベルトコンベアから運ばれるおもちゃを拾って得点を稼ぐゲーム。制限時間内に1,000円分のおもちゃを拾えばクリアとなる。ただし、中には拾うとマイナスになってしまう不良品も存在する。レベルが上がるとおもちゃの登場間隔が短くなる。
以上4つのミニゲームは、サクセスモード中では2年目にプレイでき、クリアしたミニゲームはおまけモードでいつでも遊べるようになる。クリアした場合は該当する選手が3年目にも登場するが、失敗もしくは2年目中にプレイしなかった場合は解雇されてしまい3年目に登場しなくなる。
- 男の闘い

『2』隠しミニゲーム。凡田と他球団への移籍を賭けて戦う。3年目シーズン終了時の世間評価が60～79の場合時でのみプレイできるが、プロペラ団と契約した場合、またはドリルモグラーズが日本一になると場合は回避になる。負けるとゲームオーバーとなり、選手データは消去されてしまうというシビアなミニゲーム。
画面に表示されたボタンを早く押すことで攻撃もしくは回避となり、凡田のHPを0にすれば勝ちとなり選手を登録できるが、ただし、第3章のクリアに必要な世間評価が達成している場合はプレイする必要はない。世間評価が高いほど難易度が易しくなるが、逆に低い場合は難しくなる。同様のミニゲームは『3』でも再登場し、亀田（条件によっては亀田を倒した後にガンダーロボ）との対決となった。
- 爆雷でポン

『2裏』ミニゲーム。空爆および帰還中の船の襲撃の2種類がある。4ヶ所の土嚢・船・トーチカから1つを選び、飛行機・潜水艦の攻撃（1〜3か所）を避ければ成功だが、判別できないのでどこに落ちてくるかは分からず、必ず1箇所だけ落ちてくるとは限らないので運が必要。表面上の成功率は25〜75%で、ツキが高いほど成功しやすくなる。空爆の場合回避すれば各経験点（ツキが低ければツキも）を獲得。ただし、運が悪ければ失敗しただけで死亡してゲームオーバー（帰還中の船の襲撃の場合は体力やツキに関係なく即ゲームオーバー）になり、死亡しなくても体力とツキが大幅に減少してしまう。
- 地雷だドッカン

『2裏』ミニゲーム。マインスイーパに似たルールで安全な場所を掘り進み、ゴールを目指す。すべての地雷を特定する必要はない。GBA版では地雷を踏んで爆発した際、地雷がどこに仕掛けられていたかが表示される。
ステージは第10地区まで用意されており、制限時間は各ステージ5分。1地区クリアするごとにこれ以上進むかやめるか問われる。先のステージに行くほど効果の高い特殊能力やアイテムがあるが、地雷の数も増える。また、クリア時の体力・ツキの変動はやめたステージに依存する。
地雷を踏んでしまうか時間切れになると、それだけで死亡してゲームオーバーになったり、体力とツキと能力が大幅に減少してしまう場合もある。またそれまでに取ったアイテムはすべて無効になる。
道中には特殊能力やアイテムを示す回転する☆マークがあり、それを取得すると特殊能力やアイテムを取得する（マイナスの特殊能力・アイテムもあり、1回のプレイで両方取得した場合はマイナスのものが優先される）。投手では変化球ポイント、球速、コントロールを直接上昇させるアイテムもある。他にも黒と黄色の★マークで表されたアイテムがあり、制限時間の延長、周辺の地雷の表示、掘った穴が埋まってしまうなどの効果がある。

## サクセスモード モグラーズ編
※本項では、『パワプロクンポケット1・2』『パワプロクンポケットR』に収録されたリメイク版の内容も併記する。
シリーズ化に伴い、本作のサクセスモード（後に「表サクセス」に組み込まれている）は前作と同じ世界観・時間軸に設定された。なお、本作と『1・2』のシナリオ名前は「モグラーズ編」だったが、『R』では名前が「ドリルモグラーズ編」に変更された。
時系列は前作の極亜久高校が甲子園で優勝した2年後、日本プロ野球に舞台である。ただし当時のパワプロシリーズと異なり、プレイヤーチームは実在のNPB12球団ではなく、シリーズオリジナル球団「モグラーズ」で固定となる。
全3章から成り、各章が終了する時点で世間評価が一定値を超えていないと、解雇されてゲームオーバーとなる。
今作の独自のシステムとして「おいのりコマンド」と「プレッシャーシステム」がある。
- おいのりコマンドは練習やイベントでもらえる「神様ポイント」をためることで野球仙人を呼び出し、松・竹・梅3つのコースから1つ選んで経験点獲得やアイテム入手などの効果を受けることができる。消費ポイントは梅が5、竹が10、松が20。消費ポイントが多いほど「全経験点+25」「パワビタゴールドA入手」といった効果が大きいイベントが発生する場合が多いが、あくまでもランダムであり、梅コースと同等の効果しか得られない場合もある。また、入院中における入院期間の短縮、病気時の病気除去、プレッシャー状態でのプレッシャー減少など、悪条件の状態でおいのりコマンドを行うと優先的に発動するものもある。
- プレッシャーシステムは前作にあった血の気システムに似ており、プレッシャーが71以上貯まると練習コマンドとおいのりコマンドしか実行できず、ケガ率が10％上がってしまうが、サボりぐせの症状が無効化し、もらえる経験点が25%上昇する。前作での対処法だった妨害コマンドがないので、練習を回避するためにはおいのりコマンドでプレッシャーを下げる効果に頼るしかない。発生時の状況や運が悪ければ怪我をして長期入院して練習もできず能力や評価も稼げなくなり、プレッシャーもどんどん貯まってしまい、クリアするのが難しくなる。

また、今作から新要素としてアイテムとマニアシステムが登場した。
- アイテムには練習の経験点が変動する装備アイテム・持っているだけで効果が発動する持続品アイテム・使うと体力が回復したり病気が治る消耗品アイテムがある。マニアポイントの増加率や怪我率が増えるマイナスアイテムもある。
- 今作のマニアシステムはプレッシャーシステムと類似しており、イベントでマニアと思われる選択肢を選んだり、マニアショップに行くことで「マニアポイント」が増加し、練習などで減少する。マニアポイントが一定値を超えると「マニア」の病気になり、マニア状態になると月末（給料日）にマニアショップを強制的にうろつくことになる。通常の病気と違い、通院やアイテムでは治せずポイント減少のために練習を重ねるしかない。また、マニア状態でクリアすると特殊なエピローグが追加される。

### 各章のタイトルとクリア条件
- 第1章「恐怖!首切り球団」 - クリアするのに世間評価が20以上必要。
- 第2章「怪奇!2軍消滅」 - クリアするのに世間評価が50以上必要。
- 第3章「モグラーズよ永遠に…」 - 世間評価を80以上にするとクリア。世間評価が60～79の場合、「ミニゲーム「男の闘い」をクリアする」「ランダムイベントでプロペラ団と契約する」のどちらかの条件を満たすとクリアになる。なお、意識的に世間評価を下げるように行動しなければ、モグラーズを日本一にすればほぼクリアできるだけの世間評価になる。

### あらすじ
弱小球団「ドリルモグラーズ」にドラフト6位で入団した主人公。しかし、モグラーズは解散の噂が絶えず流れており、そのため入団した選手は主人公と凡田の二人だけだった。当然球団は赤字続きであり、寮の設備も貧弱なものであった。この現状を目の当たりにした主人公は、自分の活躍でモグラーズを生まれ変わらせることを誓うのだった。

### 登場人物
年齢は1年目のもの。

#### 主要人物
主人公（しゅじんこう） - 22歳
本作の主人公であるモグラーズの新人選手。大学卒業後、ドラフト6位でモグラーズに指名される。人に流されやすい性格。シリーズで唯一複数の彼女を持つ事が可能な主人公。
凡田 大介（ぼんだ だいすけ） - 22歳
主人公の親友。高校卒業後、町工場の野球チームで投手として活躍していたところをスカウトされ、モグラーズに入団。カードやフィギュアの収集などが趣味で、相当のマニア。主人公よりも年俸が高い。3年目のラストでクリア条件ぎりぎりだと、ミニゲーム「男の闘い」（再プレイ不可）を行い、残された1人の選手枠を争うこととなる。
本作では投手能力だけでなく（パワポケ2時点で）ミートカーソル4、パワー80、走力12に「チャンス○」「内野安打○」と野手能力にも優れているため「メガネ一族最強の選手」と言われることもある。
リメイク作品『1・2』より追加されたパワーアップイベントは他チームメイトの強化を示す登録名が「（選手名）◯」に対して彼のみ「凡田★」へと進化を遂げる。
パワポケシリーズではないが、Android・iOS用アプリ『実況パワフルプロ野球』（2014年）、またPlayStation 4用ソフト『実況パワフルプロ野球サクセススペシャル』（2014年）で開催された漫画『グラゼニ』とのコラボレーションイベントでは、他社作品との繋がりで出演する事となった。

#### チームメイト
古沢 小一郎（ふるさわ しょういちろう） - 35歳
主人公の先輩であり、2軍の最年長選手でもある捕手。「キャッチャー○」に加えドミオに次ぐパワーを持つなど実力は高いが、腰痛持ちのため1軍と2軍を行ったりきたりしている。面倒見がよく、主人公を寿司屋に連れて行ってくれることもある。実家の家業はトーテムポール作り。
ミニゲームは「くるまでブー」。親が家業を継がせるため勝手に縁談（相手の顔も知らない）を用意したため、それを阻止するために主人公に車の運転を依頼する。失敗すると縁談がまとまって家業を継ぐことになってしまい、野球を続けることができなくなる。
畑山 憲男（はたやま のりお） - 28歳
北海道出身の内野手で、主人公の先輩。監督などからは「モグラーズ一の俊足」と認められるほど足が速く、走力は凡田と並びチームトップな上「盗塁○」を持つ。大の動物好きで、寮でも様々な動物を飼っており、中にはワシントン条約すれすれの動物もいる。また、まるで犬のように鼻が利くという特技も持っている。父親はテレビに出演するほどの有名人。キャラと名前の元ネタはムツゴロウさんとして知られている畑正憲。
ミニゲームは「殺人クワガタ」。檻が壊れ脱走したクワガタを主人公がバットで殴って気絶させることになる。失敗すると危険な動物を飼っていたことがオーナーにバレてクビにされてしまい、後にペットショップを開業する。
リメイク『パワポケ1・2』に追加された『俺ペナ』では、チームメイトとして、グラフィックがイベントシーンに流用される。
水木 卓（みずき すぐる） - 25歳
主人公の先輩で、ポジションは外野手。バランスが取れた能力を持ち青特能も多数取得しているなど野球センスはあるが不真面目なところがあり、1軍半に落ち着いてしまっている。オーナーの息子である任月駆とは大学時代からの友人。妹がいたが飛行機事故で他界している。愛に想いを寄せており、展開によっては交際を始める。
ミニゲームは「コンコンノック」。長い二軍生活に嫌気が差して野球をやめると言い出し、主人公と野球の実力を競うためノックで勝負することになる。失敗するとそのまま退団し、コンビニでバイトを始める。
倉刈 仁志（くらがり ひとし） - 34歳
主人公の先輩で、ポジションは内野手。守備以外には突出した能力はないが「盗塁○」「逆境○」を持つ。寮の近所のボロ家に住む貧乏人だが、ちゃっかり寮から電気とガスを繋いでいる。妻が蒸発したため、現在は娘の日出子と息子の明とともに3人で暮らしている。子供たちの夢である「日本一の選手」を目指している。
ミニゲームは「貧乏ヒマなし」。家の家賃を支払わなければ家を追い出されてしまうが、誰もお金を貸してくれず主人公も持ち合わせがなかったため、主人公が内職の手伝いをすることになる。失敗すると家を追い出され、そのまま球団からもクビにされてしまう。
ドミオ・バンデラス - 30歳
モグラーズに2年目に入団する助っ人外野手。出身はドミニカ。もともとマイナーリーグでもそれなりに実力のある選手だったが、チャンスに恵まれなかったため日本にやってきた。入団後に寮にやって来た際、寮の部屋が空いていないという理由で凡田と相部屋になる。陽気な性格で時代劇など日本の文化が大好きだが、勘違いしたことわざを連発するなど、どこかズレている。ミートを除き全体的に能力は高めで特にパワーはチーム最強を誇る上「広角打法」も持つ。槌田コーチからは「掘り出し物」と評されるも、メジャーリーガーとしての経歴を持たないことから、オーナーの命令により3年目まで1軍に昇格することはない。
ミニゲームは存在せず、必ず3年目も残留する。
また、シナリオでは未登場だが、前作の対戦相手のひとつ「白鳥高校」の固有選手「冬野枯男」がこのチームの選手として登録されており、条件を満たすと選手として登場する。

#### ドリルモグラーズ関係者
野々村 耕造（ののむら こうぞう） - 56歳
モグラーズの2軍監督。かつてはモグラーズのエースで、現役時代は幸恵の父親とバッテリーを組んでいた。3年目に元の1軍監督がクビにされたため、1軍の監督に昇格する。彼女候補の一人である野々村愛は彼の娘。妻とは三年前に死別している。
磯田 修一（いそだ しゅういち） - 46歳
熱血漢のモグラーズ2軍コーチ。放任主義で練習メニューは選手任せ。モグラーズ寮の寮長も兼任している。独身。一人で入るのが寂しいという理由で主人公を焼肉屋に誘うことも。3年目にも登場するが、野々村と違い1軍コーチに昇格したとは明言されていない。凡田の影響で少しマニアになっている。
槌田（つちだ） - 43歳
モグラーズ1軍コーチ。元モグラーズの捕手で、引退後コーチに就任。1・2年目では秋キャンプ時に2軍の視察にやってくる。真面目な性格で野球一筋に生きてきたが、人付き合いが苦手で野球以外の事に関してはまったくの世間知らずなため、モグラーズを首になった後の生活に強い不安を抱いている。そのため曽根村の計画に加担し、3年目にはモグラーズを潰そうと長時間の練習やミーティング、試合前に痺れ薬の入った弁当を選手に食べさせるなどあの手この手で妨害してくる。しかし最終的には自分の間違いに気付き、曽根村の計画と自分のこれまでの過ちをすべて任月高志に告白した。
荒井三兄弟（あらいさんきょうだい）/荒井 金男（あらい かねお）、荒井 銀次（あらい ぎんじ）、荒井 晴男（あらい ぱるお） - 20歳
球団職員。『1』から引き続き登場。高校卒業後に主人公と凡田と同時期にドリルモグラーズ球団職員になった。球団職員だが3人揃ってドリルモグラーズ野球ユニフォームを着用している。以後ほとんどのシリーズで登場しているが、選手としての登場がない分、ただのトラブルメーカーとしての面が強くなっている。自分たちはプロ入りしていないにもかかわらず、主人公と凡田に対して甲子園優勝経験を鼻にかけるような発言をする。

### ドリルコーポレーション
任月 高志（にんげつ たかし） - 52歳
ドリルコーポレーション会長でドリルトーイ社長。ドリルモグラーズのオーナーを務める。「ガンダーロボ」のヒットで急成長した成り上がり。金の事しか考えておらず、モグラーズもメンツのためだけに所有しており、球団経営には興味がなくむしろ赤字部門のモグラーズを疎んじている。逆に同じ赤字部門である息子の経営するドリルランドは、息子の成長のためと容認している。最終的には、槌田の告発で曽根村の計画を知り、裏でモグラーズを潰した曽根村に責任を取らせ会社を辞めさせようとしたが、曽根村がドリルトーイを乗っ取るために株の半分をプロペラ団に売っており、自身も株の取引の失敗の穴埋めにプロペラ団に株の半分を売ったため、ドリルトーイがプロペラ団の物になってしまった事から、息子と共に没落した。
その後心労によって精神を病み、『7』の時代には故人となった。
曽根村（そねむら） - 46歳
ドリルトーイ副社長。副社長ながら実質的な経営は彼が行っているが、任月高志がその事を評価せず不満に思っている。そのため、槌田や竹中昇を唆し、ドリルコーポレーション乗っ取りを企てる。主人公との直接の関りはないが、本作における様々な事件の元凶で黒幕的存在。展開によってはジョー・大鉄も加え、さらに本格的に動くようになる。大鉄とは昔馴染みの知り合い。ドリルトーイが自分のものにならない場合は、モグラーズも潰れて構わないという覚悟を持ち、モグラーズが日本一になった後は、裏でモグラーズを解散させた。ドリルトーイの株の半分をプロペラ団に売る事で乗っ取りを企てたが、任月高志も取引に失敗し、その穴埋めに株の半分をプロペラ団に売ったために、ドリルトーイがプロペラ団のものになってしまった事で彼もすべてを失った。
任月 駆（にんげつ かける） - 25歳
任月 高志の息子でドリルランドの経営者。甘やかされて育てられたため、わがままで世間知らずである。経営能力も弓子や曽根村といった他人の意見に左右されやすいせいか、ドリルランドは赤字経営が続いている。秘書の弓子に想いを寄せているが、ゲームの展開次第ではそのことを曽根村に利用される。水木とは大学時代からの友人。最終的には、父と共に会社を乗っ取られ没落する。
竹中 昇（たけなか のぼる）
駆のボディーガードを務める黒服にサングラスをかけた男。駆に手を出す者には容赦なく暴力を振るう。しかし裏では曽根村と結託しており、曽根村の指示で弓子や大鉄を始末しに来ることも。殺人のプロで人を殺しても「ゴミを処分して参りました」と平然としている残忍な性格。しかし弓子の暗殺イベントで主人公が介入して阻止すると、曽根村の命令によって自分がプロペラ団に暗殺されてしまう結末を迎える。
小角 弓子（おづの ゆみこ） - 22歳
→彼女候補

#### 彼女候補
野々村 愛（ののむら あい） - 20歳
耕造の一人娘で、球場近くの定食屋で働いている。数年前に母が他界し、現在は耕造と2人で暮らしている。球団買収後は父と共に去っていった。
『11』でナマーズの選手寮の寮長になっており、結婚して5歳になる息子もいる。
山口 幸恵（やまぐち ゆきえ） - 25歳
モグラーズの選手ご用達の小料理屋を一人で切り盛りする女将さん。主人公のことをよく気にかけてくれる。死んだ父はモグラーズの正捕手を務めており、野々村耕造とは名バッテリーであった。
小角 弓子（おづの ゆみこ） - 22歳
ドリルランドの任月 駆の秘書を務める女性。中学・高校を通して主人公が所属していた野球部のマネージャーだった(彼女曰く「今でも野球を続けているのは主人公だけ」とのこと)。高校卒業後は進学を予定していたが、両親に先立たれたためドリルトーイに入社。実は血縁に秘密がある。物語の進行次第では曽根村の陰謀に巻き込まれ危機に陥り、主人公に救出されなかった場合は竹中に殺害され表向きは消息不明になる。雄二というプロ野球選手の弟がいる。
園華 霞（そのはな かすみ） - 18歳
売り出し中の若手タレント。キャンプレポートで主人公と知り合う。実は相当なマニア。
荒井 紀香（あらい のりか） - 37歳
『1』に続き本作の外れ彼女候補で本作唯一中年彼女候補。荒井三兄弟の姉で主人公に強烈なアプローチ（ストーキング行為ともいう）をかけてくる。
2年前に前作の主人公と結婚したが、すぐに死別して未亡人となったところで主人公と出会う。物語ではとんでもない疫病神（マッサージを受けると入院する。貰った弁当で食中毒になるなど）。
正史では野望叶わず再びターゲットを変え去っていった。

#### プロペラ団
四路 智美（よみち さとみ） - 20歳
前作から引き続き登場。2年前に当時のプロペラ団日本支部長を爆殺し、自ら日本支部長となって暗躍している。元彼の亀田を改造して刺客として送り込む。モグラーズ乗っ取り計画を企てており、最終的には、任月会長と曽根村が二人同時にドリルトーイの株を半分ずつ売ってしまうという失態を犯し、それを彼女が60%も買い占めた事で、乗っ取りに成功する。一度は潰れたモグラーズがプロペラ団のお陰で無事存続する事になり、「ドリルモグラーズ」から「プロペラモグラーズ」へ改名される事になった（『1・2』『R』も同様）。
小林 安夫（こばやし やすお）
前作から引き続き登場したプロペラ団の工作員。幹部に出世しているが、現在も現場に出向いて野球選手に対し勧誘を行っており、主人公にも勧誘を行う（この勧誘に乗ると選手登録に必要な世間評価が低下する）。
ハイパー亀田（ハイパーかめだ） - 20歳
「プロペラ団」登場後にエンディングと日本一決定戦での敵チームの一員として登場。2年前に極亜久高校の甲子園における決勝戦前に行方不明になっていたが、実はプロペラ団によって改造され、超常能力を持つ選手「ハイパー亀田」と化した。しかし抜けた性格は相変わらず。『1』では智美に『1』の主人公に対する当て馬にされた形で付き合っており、現在は別れているが、未だ当て馬にされた事に気付いてない。『2』では眼鏡がオレンジで頭にプロペラを乗せ、『1・2』では眼鏡が紫で頭にプロペラを乗せている。
彼の出演は『最後にラスボスを登場させる』案の採用から選ばれたことによるもので初代の正史が確定し次回作『3』のストーリーにまで影響を与えたことで、続くポケシリーズの世界観が立ち上がっていく。

#### その他
小角 雄二（おづの ゆうじ） - 18歳
弓子の弟で、この作品でのライバル的存在。ポジションは遊撃手。出身校は『パワプロ5』に登場した山ノ宮高校。野球センス抜群の天才だが、驕った部分は無く練習熱心である。ゲームスタート時にプレイヤーが選択した「好きな球団」にドラフト上位で入団する。契約金は1億円で、主人公の年俸の25倍にあたる。2年目では2軍の試合で対戦し、3年目では日本一決定戦にて対戦することになる（3年目の方が能力が強化されている、また『R』ではゲーム仕様変更によって、3年目のリーグ戦にも対戦する可能性がある）。
ダイジョーブ - ?歳
ドイツ生まれのユダヤ人。パワプロシリーズ恒例の人体改造研究者。登場から改造内容のギャンブル性まで相変わらず。今作では貴重なアイテムである「はかせの笛」を使うことで任意で呼び出すことができる。
今田 勝蔵（いまだ かつぞう）
モグラーズ応援団長（団員1名）であり、親子二代に渡る熱狂的なモグラーズファン。父はすでに他界し、母親とともに中華料理屋「珍眠軒」を経営している。様々な場面で主人公たちを励ましてくれるが、どこか抜けているため、選手たちからは多少距離を置かれているようである。
ジョー・大鉄（ジョー・だいてつ） - 25歳
小料理屋に出没する人物。「ジョー」はあだ名で本名「大鉄」。常に儲け話を探しており、様々な商売に手を出している。主人公の実兄だが、主人公が小学生の頃に家出してしまったため、お互いに素性はよく分からないでいる。展開によっては竹中に車で轢き殺されるが、正史では祖母に説教されて改心。
ハル
主人公の祖母。主人公がプロ野球選手になったことを不満に思っており、「もっとまともな仕事に就いて欲しかった」と小言を漏らす。イベントを進めると主人公の兄の大鉄の話をして正史では家を飛び出していた大鉄を発見して改心させている。
倉刈 日出子（くらがり ひでこ）
倉刈仁志の長女。小学四年生。
倉刈 明（くらがり あきら）
倉刈仁志の長男。凡田の部屋のコレクションで勝手に遊んで破壊している（展開によっては主人公の部屋にも出没してコレクションを破壊していく）。人見知りが激しい。
アルベルト・安生・アズナブル（アルベルト・あんじょう・アズナブル）
前作にも登場した謎の外国人。本作では「ベルグマン・馬場・バジーナ（ベルグマン・ばば・バジーナ）」という彼の兄を名乗るが、同一人物。本社で出会うと「ロックオン」や「ラブスコープ」をくれる。
神奈川 光（かながわ ひかる）
大の野球好きで、野球ウンチクにはかなりうるさい野球大好き警官。階級は巡査。野球漫画が大好き。目付きが悪いのが特徴。国家権力という後ろ盾があるため、妙に態度が大きい。不審人物に野球クイズを出す変わった趣味を持つ。
突然主人公の前に現れ不審人物扱いし、主人公が本当にプロ野球選手かどうか確かめる為に無茶苦茶な言い掛かりで野球クイズを出して来る。正解すると舌打ちして悔しがり大人しく去って行くが、間違えると主人公に暴力を振るい1週間入院させる。4問正解して神奈川に遭遇すると何度も主人公と遭遇していた事から警官マニアと誤解するが、その後に拾った落し物を主人公の物だと誤解して無理やり押し付けて来る（そのアイテムは「秘密の写真」等の良きアイテムである）。またクイズに間違えた後に神奈川に遭遇すると、主人公が自分の過ちを認め神奈川に謝罪してしまう。
一応警察の仕事を真面目に行う場合もあり、主人公と弓子が竹中に襲われるイベントでは偶然その現場を通りがかり助けている。
加藤理香（かとう りか）
心の病気の治療コマンドで登場する開業医。京子の姉。イベントでは「はかせの笛」を使った際に極めて低確率で出現するレアキャラクターで、「はかせの笛」と主人公が所持している消費アイテムを根こそぎ奪っていく。
加藤京子（かとう きょうこ）
病院の看護師で体の病気の治療コマンドで登場する。理香の妹。イベントでは「はかせの笛」を使った際に低確率で出現し、主人公にパワビタンHをプレゼントする。
おばちゃん
寮や食堂で仕事をしている人。バレンタインデーに主人公にチョコレートを配りに来ることも。『1』で登場したおばちゃんは妹で外見は全く同じだが双子ではない。
犬（いぬ）
パワプロクンポケットシリーズマスコット。畑山の部屋で登場する犬。『1』で登場した犬とは別の犬。好きで野良犬をしている誇り高い犬。遭遇しておくと交通事故のイベントで助けてもらえることがある。
野球仙人（やきゅうせんにん）
「神様ポイント」が溜まると登場する野球の仙人。最初は主人公は野球仙人が夢の中で登場した人だと思い本気にしなかったが、朝目覚めると野球仙人が「夢と違うんじゃー！」と怒鳴り散らし再び現れ主人公が仰天してようやく信用してもらえた。
神様ポイントを消費することで貴重なアイテムの提供と病気の治療と入院期間の短縮と世間評価を5と少し上げる有益なイベントを起こしてくれる。
本作以降ゲームオーバーでのアドバイスでも登場。一応役立つアドバイスを教えてくれたりするが、そのアドバイスがゲームオーバーの理由と関係無かったり、肝心な事を教えなかったり、的外れだったり、言われなくても分かる内容だったりする。
上記のキャラのほか、リーグ優勝と日本一決定戦時のみ、『パワプロ5』から猪狩守、戸井、阿畑が相手チームの選手として登場する。

### 用語
ドリルコーポレーション
「ガンダーロボ」の大ヒットで急成長したドリルトーイから始まった企業グループ。傘下にはドリルトーイ以外に野球チームのドリルモグラーズ、遊園地のドリルランドなどがある。ドリルモグラーズとドリルランドは共に赤字企業であり、モグラーズは最終的に日本一になったことで業績を上げたが、曽根村の陰謀により、ドリルランドがさらなる経営悪化なった事で、オーナーの任月はプロペラ団に株式の一部を譲渡したが、全く同じタイミングで部下の曽根村も同じことをしていたため、最終的にまんまとプロペラ団に吸収されてしまった。
プロペラ団
前作にも登場した世界最大の興業グループ。今作では傘下の「レシプロ財団」を使って暗躍しており、ドリルコーポレーションの乗っ取りを企む。プロペラ団の傘下の選手としてモグラーズに入団したドミオ（本人は自覚していない）や前作の亀田 光夫をサイボーグ化したハイパー亀田などが登場する。前作と同様にプロ選手との契約活動も進めている。

## 戦争編
本作の裏サクセス。本作発売時点の名前は「サクセス戦争編」だったが、『1・2』以降の名前が「戦争編」となった。登場人物全て『2』の人物だが、一部『1』『2』共に登場した人物も登場。運の要素が非常に高く難易度が高い。モチーフは第二次世界大戦および太平洋戦争での旧日本軍であり、人物の言動やイベントにおいてモチーフとなっている場面が存在する。
主人公は補給部隊として以下の3つの戦線と、条件を満たすと出現する特殊エリアに向かい、4週間の任務をこなす。
野球要素がない代わりにあらゆる要素に運が絡むのが特徴で、通常の任務はもちろん、ランダムイベントでも生死が左右される。運が良いとプラス効果のイベントが連続したり、交戦状態にならずツキを順調に稼げたりとスムーズに進行できるが、逆に運が悪いと4週間の任務を終えても迎えの船が来ず体力を回復できないまま任務を続行させられたり、爆撃や雷撃が頻繁にやってきたり、「川で溺れる」「毒ガスに巻き込まれる」「空腹を我慢できず草を食べてしまう」「ブービートラップにひっかかる」といった突発イベントで死亡することもあり、運の要素が非常に強い。なお、公式攻略本では「200週生き残れる確率は1~2%」とされている。
ゲーム進行にかかわるパラメータは「体力」と「ツキ」の2つ。体力は直接的な生存条件に、ツキは「爆雷でポン」の発生確率および回避率などの確率的な生存条件に影響する。どちらも大本営への帰還時に回復する他、ランダムイベントで回復できることもある。また、ツキは任務成功時（交戦せずに済んだ場合）に若干だが回復する。
主人公が何かしらの原因で死亡すると即座にゲームオーバーとなり、セーブデータは削除される。「爆雷でポン」で失敗したり、交戦状態になって主人公が撃たれたり爆発に巻き込まれると死亡する可能性がある（体力が低い場合は確実に死亡、体力が高くても確率判定で死ぬ場合がある）。任務が交戦状態にならなかった場合や、交戦状態になっても生き延びた場合は必ず体力1で踏みとどまる。病気や特定のイベントでも体力が0になって死亡することがある。
イベントで発症する「赤痢」「マラリア」「ペスト」「黄熱病」の四つの病気があり、これらの病気は回復コマンド等では治せず、自然治癒を待つしか対処法はない（赤痢が最も長く、マラリアが最も早く治る）。病気になっていると週の終わりに体力が減少、この際に体力が0になると目の前が真っ暗になって死亡する。
41週目以降は大本営で「帰還」が可能になり、選手登録が可能になる。200週生き残ればゲーム終了。100週目には転生した場合にはじめから世間の評価が上がる「銀の勲章」、200週生き延びてクリアすると、「威圧感」がつく「金の勲章」が手に入る。
任務の内容は3種類。体力消費が少なく交戦率が低いが経験点は少なくほぼ確実にツキを削られる「安全」、交戦率や体力消費が並だがリターンもそれ相応の「普通」、交戦率や体力消費は多いが経験点やツキの増加など見返りの多い「危険」の3種。一定期間経過すると出現する任務が多少変化する。また、後半になると「安全」の任務にツキを多く削られる任務（「鉄道補修」「焦土作戦」「死体処理」）が追加されるため、生き残るのが難しくなる。
- 大本営

任月 駆が指揮官を務めている。各戦線での任務を終えるたびにここに戻ることになる。ただし、「ツキ」のステータスが低い場合は戦線から戻れない場合があり、その場合はその戦線に引き続き駐留することになる。ここに帰還するたびに体力とツキが一定値回復する。
- 北方戦線

野々村が駐屯する、占領地。任務も比較的安全とされているが、時折ゲリラの襲撃を受けることもある。野手は「すばやさ」、投手は「変化球」ポイントが入る。時折他の戦線へ転属させられる場合がある。また、一定期間が過ぎると「安全」の任務中にゲリラに狙撃されることがあり、後半になると狙撃される確率も上がっていく。三つの配属地では唯一病気にならないが、基地の見張りをさせられて体力が減少するイベントが頻繁に発生する。また、食料を発見するイベントや水木や畑山のイベントのような有益なイベントの多くが発生しないのも特徴。最終盤には地球の裏側から敵が攻めてくるが、北方戦線に滞在していてもそれほどイベントに左右はされない。
「安全」の任務は「宣伝」「食料調達」「陣地設営」の三つで、100週以降は「宣伝」が「鉄道補修」に変更される。「宣伝」以外にツキの上がる任務はなく、後半になるとゲリラの狙撃が発生しやすくなるため決して安全とは言えない。
「普通」の任務は「偵察」「パトロール」「列車護衛」の三つ。どの任務も交戦率はあまり高くないため比較的安全な部類だが、「列車護衛」失敗時のダメージは絶大。
「危険」の任務は「襲撃」「敵中突破」「ゲリラ討伐」の三つ。120週以降は「襲撃」が「救出任務」に変更される。どの任務も交戦した場合にツキが下がりやすい。
- 西方戦線

任月が指揮する戦線。「正面突撃」「トーチカ破壊」等の交戦しやすい命令が多い。「筋力」ポイントが上昇する。「ツキ」が下がりやすい傾向がある他、蚊に刺されるイベントでマラリアに感染する確率が南方よりも高い。
「安全」の任務は「宣伝」「食料調達」「道路補修」の三つで、100週以降は「宣伝」が「焦土作戦」に変更される。「宣伝」「食糧調達」は北方戦線の同名のものよりも成功率が高いが、失敗時に任月参謀長が現れて体力とツキの減少量を増やすことがある。「焦土作戦」はツキの減少量が多い厄介な任務。
「普通」の任務は「後方警戒」「進軍」「偵察」の三つ。どの任務も交戦率が高め。
「危険」の任務は「正面突撃」「トーチカ破壊」「遊撃」の三つで、100週以降は「トーチカ破壊」が「退却」に変更され、130週以降は「正面突撃」がなくなる。最初の三つは交戦率が高いが、「退却」は交戦率が低めな上、130週以降は「正面突撃」もなくなるので他に比べると安全度が高まる。
- 南方戦線

磯田が指揮する戦線。南方らしくスコールが降る。「強行偵察」「敵陣突撃」など危険な任務が多い上、マラリア、赤痢、黄熱病やペストに代表される病気の多い地域。「技術」ポイントが入り、150週目には、呪い島・ダイジョーブ島以外の場所にいると強制的にここに連れてこられる一大イベント「全軍総攻撃」（爆雷でポンを2回プレイする）が発生する。
「安全」の任務は「重火器運搬」「食料調達」「塹壕掘り」の三つで、130週以降は「重火器運搬」が「死体処理」に変更される。体力の減少量が総じて多い上、「死体処理」のツキ減少は大きい。
「普通」の任務は「海上監視」「前進」「パトロール」の三つ。「前進」以外の交戦率は低めだが、「海上監視」は成功してもツキが増えない上、失敗時のダメージが絶大。
「危険」の任務は「敵陣突撃」「強行偵察」「パイロット捜索」の三つで、100週以降は「敵陣突撃」が「後退」に変更され、150週以降は「強行偵察」がなくなる。100%交戦する「敵陣突撃」は生還できれば多くの経験点とツキを獲得できるハイリスクハイリターンな任務。「強行偵察」は2、「パイロット捜索」は成功するとツキが3も回復するため、運が良ければツキを多く稼ぎやすい。
- 呪い島

ある条件を満たすと登場する、不思議な力があり様々な特殊能力が眠る島だが、両軍がその能力を使わせまいと地雷を大量に埋設したせいで地雷原と化している。ミニゲーム「地雷だドッカン」をプレイすることになる。この島を訪れると4週経過し、大本営に必ず帰還できる。
- ダイジョーブ島

全ての戦線（呪い島含む）に行き、大本営に帰還すると一定確率で行けるようになる。ダイジョーブ博士が日夜怪しい改造人間の研究を行っている島。ここでの「任務」は、ダイジョーブ博士の「改造手術」。改造手術の段階は「安全」「普通」「危険」があるが、「普通」「危険」では直接能力値が変動する可能性がある。他のサクセスでの改造手術と同様に、各ステータスは成功した時の上昇幅より失敗した時の減少幅が大きく設定されている。なお、島のアイコンもかなり怪しい。
どの人物も表サクセスの名前と役柄を変えて登場している。いずれも『2』のキャラクターにも登場した。登場人物の名前か登場人物の名前の括弧書きの振仮名後の括弧書きの名前が表サクセスでの登場人物の本名（なお、『R』では名前が常に本名表示される）。

### あらすじ
ある日、主人公が目を覚ますとあたりの景色が古臭くなっていた。訳が分からない内に主人公は友人の凡田と共に徴兵され、補給兵として戦地に送られてしまう。

### 主要人物
主人公（しゅじんこう）
表サクセスの主人公と同一人物。元々はドリルモグラーズに所属するプロ野球選手だったが、ある朝目覚めると戦時中の日本にタイムスリップしてしまっていた。そしてそのまま戦場に補給部隊の隊員（輜重兵）として送り込まれてしまう。階級は二等兵。他のキャラ達は軍服を着ているが、主人公だけは戦場でも野球のユニフォームを着ている。
凡田（ぼんだ）【凡田 大介（ぼんだ だいすけ）】
表サクセス同様、主人公の相方メガネ役。同じ補給部隊の隊員であり、表サクセスと同様に主人公とは親友。階級は二等兵。結末次第では表サクセスの凡田も登場する。なお、100週目を迎えると意味深な台詞を吐く。

#### 仲間
古沢（ふるさわ）【古沢 小一郎（ふるさわ しょういちろう）】
主人公が所属する補給部隊の隊長。主人公に任務内容を説明する役割も担っている。階級は軍曹。100週目を迎えた際には主人公に勲章を授与する。
倉刈（くらがり）【倉刈 仁志（くらがり ひとし）】
同じ補給部隊の隊員。古沢に比べ、イベントや任務での出番はあまり多くない。かつて雑草を食べて赤痢になったことがある。
どみお（ドミオ・バンデラス）
同じ補給部隊の隊員。敵国の人間にしか見えない外見で、しかも「ウォーター」や「サージェント」といった敵国の言葉を使っているが、主人公以外は誰も彼のことを疑わない（それどころかむしろドミオを怪しんだ主人公がスパイ扱いされる）。なお、このサクセス中では表記が「どみお」となっている。
荒井三兄弟（あらいさんきょうだい）/荒井 金男（あらい かねお）、荒井 銀次（あらい ぎんじ）、荒井 春男（あらい ぱるお）【荒井三兄弟（あらいさんきょうだい）/荒井 金男（あらい かねお）、荒井 銀次（あらい ぎんじ）、荒井 春男（あらい ぱるお）】
同じ補給部隊の隊員で、三つ子。サイズが合わない弾薬を無理矢理ねじ込んで銃を暴発させたり、銃を磨きすぎてゲリラの的にする等、しばしばトラブルを巻き起こす。表サクセスのように3人1組で登場せず、一度のイベントで1人しか登場しない。
畑山（はたやま）【畑山 憲男（はたやま のりお）】
戦闘機パイロット。たびたび撃墜されたり整備不良で墜落し主人公の部隊に救助されているが、毎回生存している。「ロクな武器のないうちの軍隊だけど戦闘機は世界最高」と主人公や凡田から頼りにされるが、連続イベントの中盤では「いつまでたってもマイナーチェンジの繰り返しで、とっくに戦闘機の技術は追い越された」という愚痴をこぼしており、敵との圧倒的な戦力差から「この戦争は負けだ」と断言している。
水木（みずき）【水木 卓（みずき すぐる）】
戦車隊の隊員。「てつウシ」という戦車に乗っている。登場するたびに敵戦車や爆撃などであっさり撃破されたり、戦いもせず一目散に逃げるので次第に主人公達からアテにされなくなる。畑山と同じく撃破されても毎回生存しており、何度撃破されても新たな戦車を配備してもらえることを自身も疑問に思っている。主人公や凡田と同様に元野球選手で、連続イベントの最後では「こんな戦いで死にたくない」としてひたすら逃げることを決意する。
作中で登場するてつウシは1-9号まで。なお、てつウシ1-4号は九七式中戦車、5号は「砲身が細くて長い」と主張していることから九七式中戦車の新砲塔が配備された模様。6号以降は「小さくなった分速度が速いのですぐ逃走できる」とされている。
駆（かける）【任月 駆（にんげつ かける）】
司令部の司令官で、主人公の部隊の最高責任者。階級は少佐。登場するのは冒頭とエンディングのみで、出番はほとんどない。戦争に負けたことを喜ぶ主人公に対し一度は怒りながらも、「戦っているというより、一方的に殺されている」という主張を受け「うーん確かに…」と納得してしまうなど表での気の弱さは相変わらず。
野々村（ののむら）【野々村 耕造（ののむら こうぞう）】
北方戦線の駐屯部隊の隊長。主人公に地元住民を刺激しないよう促す他、主人公の部隊に戦闘が激化している西方戦線、南方戦線への転属命令を出す。
任月（にんげつ）【任月 高志（にんげつ たかし）】
西方戦線を指揮する参謀長。タカ派の軍人で、補給部隊である主人公達も最前線に参加させる。部下の命よりも自分の命令や面子を重んじるタイプ。豚に荷物を運ばせる「トンカツ作戦」といった無茶苦茶で理不尽な命令をしばしば出す。果てに主人公たちが餓死寸前でありながら、本部で一人すき焼きを食べていたりと軍人としての素質は低い。
磯田（いそだ）【磯田 修一（いそだ しゅういち）】
南方戦線の指揮官。階級は曹長。軍規に厳しく生温い主人公に度々叱る。しかし「戦術的撤退と敗走は何所が違うんです?」という指摘に「さぁ…?」と戸惑ったり、死体処理を嫌がる主人公に説教をしながらも「くれぐれも丁重にな…」と志半ばに散っていった部下や、仲間の死体を焼かねばならない主人公を気遣うなど、任月に比べれば人間味のある人物。

#### 敵
曽根村（そねむら）【曽根村（そねむら）】
敵国の司令官。用心深い性格で、主人公の補給部隊を「放っていても崖から落ちるだろうがどうせなら背中を押してやる」と激しい攻撃を仕掛けてくる。
槌田（つちだ）【槌田（つちだ）】
曽根村の部下の将校。
竹中（たけなか）【竹中 昇（たけなか のぼる）】
曽根村の部下で、コマンド部隊の隊長。曽根村の命令を直接実行しているのは彼である。
アルベルト【アルベルト・安生・アズナブル（アルベルト・あんじょう・アズナブル）】
主人公の部隊に捕まった捕虜。食料の問題で何度も脱走を行うが、その度に捕まってしまい、最終的に主人公達と友好的になってしまう。元々は野球選手だったと語る。衣装は軍服でなく表サクセス同様赤スーツ姿。

#### その他
ダイジョーブ【ダイジョーブ】
「ダイジョーブ島」で日々怪しげな研究を行っている、生物兵器研究の第一人者。手術内容は骨を別の物質と入れ替えたり身体を名古屋コーチンと合成したりと過激。博士に改造手術をしてもらうと一定の確率で能力が上がる。
犬（いぬ）【犬（いぬ）】
西方戦線の定期イベントで登場する端役。「トンカツ作戦」が失敗して飢えている主人公と凡田の前に現れ2人に豚と勘違いされ(あるいは日本の食文化における建前上、豚と言い張られ)襲われる。このイベントでは体力が回復。

## 収録選手
GBC版の選手名および球団名は2000年度ペナントレース開幕当時のデータを搭載したものである。各チーム投手5人、野手12人で総計204人の選手が収録されている。

## 他機種版
| No. | タイトル                 | 発売日         | 対応機種               | 開発元                           | 発売元 | メディア                      | 型式                   | 備考 | 出典 |
| --- | ------------------------ | -------------- | ---------------------- | -------------------------------- | ------ | ----------------------------- | ---------------------- | ---- | ---- |
| 1   | パワプロクンポケット1・2 | 2004年7月29日  | ゲームボーイアドバンス | KCES （ダイヤモンドヘッド）      | コナミ | ロムカセット                  | AGB-B8PJ-JPN(RK357-J1) |      |      |
| 2   | パワプロクンポケットR    | 2021年11月25日 | Nintendo Switch        | コナミデジタルエンタテインメント | コナミ | ロムカセット/ダウンロード販売 |                        |      |      |

## スタッフ
- プロデューサー：赤田勲
- プログラマー：井上秀登、西川直樹[注釈 7]、宮岡宏司
- デザイナー：藤岡謙治、前川恵一
- サウンド：坂倉雄一、砂子純子、佐藤直之、とよはらさいこ
- デザイン・ディレクション：山岡成年
- ディレクター：藤岡謙治

## 評価
ゲーム誌『ファミ通』の「クロスレビュー」では合計28点（満40点）となっている。